# Lucas Suárez
Lucas Martín Suárez Scalarea (Río Cuarto, 17 marzo 1995) è un calciatore argentino, difensore del M. Sundowns in prestito dal Talleres (C).

## Caratteristiche tecniche
È un terzino sinistro, ma può giocare anche sulla linea dei centrocampisti o da difensore centrale.

## Carriera

### Nazionale
È stato convocato da Humberto Grondona per il Mondiale Under-20 2015, scendendo in campo in 2 occasioni.

## Palmarès

### Club

#### Competizioni nazionali
- Campionato sudafricano: 1

Mamelodi Sundowns: 2024-2025